# 亞特蘭大鎮區 (堪薩斯州賴斯縣)
亞特蘭大鎮區（英語：Atlanta Township）為美國堪薩斯州賴斯縣轄下的鎮區。2010年美国人口普查中此鎮區人口有134人。

## 地理
亞特蘭大鎮區涵蓋總面積為90.2平方（34.82平方英里），其中陸地面積為90.0平方（34.75平方英里），水域面積為0.18平方（0.07平方英里）或0.20%。

## 人口統計
根據2010年美國人口普查，亞特蘭大鎮區人口有134人，其中男性有69人，女性有65人，人口密度為每平方公里1.49人，住房計67戶。鎮區內的白人有126人，非裔美國人有0人，美洲原住民有0人，亞裔美國人有1人，太平洋島裔美國人有0人，其他種族有7人，混血種族則有0人。此外鎮區內有8人為西班牙裔或拉丁裔美國人。此鎮區之年齡中位數為47.7歲，而男性年齡中位數為48.2歲，女性年齡中位數為47.3歲。

## 交通

### 主要公路
- 56號美國國道
- 14號堪薩斯州州道